# 더 이벤트
더 이벤트(The Event)는 2010년 9월 20일부터 2011년 5월 23일까지 NBC에서 방영된 텔레비전 드라마이다.

## 줄거리
알래스카 브룩스 산맥에 불시착한 미확인 비행물체로 인해 생기는 SF 드라마